# Сиенит
Сиенитът е едрозърнеста итрузивна магмена скала с общ състав, който е подобен на този на гранита, но с по-малко съдържание на кварц (под 5%). Някои сиенити съдържат мафични елементи в по-големи пропорции и по-малко количество кисели магмени материали в сравнение с повечето гранити.

## Състав
Фелдшпатовият компонент на сиенита е с преобладаващо основен характер (обикновено ортоклаз). Плагиоклазни фелдшпати също могат да присъстват в малки пропорции, под 10%. Такива фелдшпати често се преплитат като пертитни компоненти в скалата.
Когато в сиенита присъстват мафични минерали, те обикновено са под формата на хорнбленда, амфибол или клинопироксен. Биотитът е рядък, тъй като в сиенитната магма образуването на фелдшпат изразходва почти всичкия алуминий. Други често срещани примеси са апатит, титанит и циркон.
Повечето сиенити са или пералкални, с високо съдържание на алкални елементи спрямо алуминия, или пералуминиеви, с високо съдържание на алуминий спрямо алкалните и алкалоземните елементи.

## Образуване
Сиенитите са продукт на алкална магмена активност и обикновено се образуват в области, където континенталната кора е дебела, или в кордилерски зони на субдукция. За да се получи сиенит е необходимо гранитният или магменият протолит да се разтопи до относително ниска степен на частично разтапяне. Това е нужно, защото калият е несъвместим елемент и има склонност да се стопява пръв, докато по-голямата степен на разтапяне би освободила повече калций и натрий, при което би се получил плагиоклаз и, съответно, гранит, кварцмонцонит или тоналит.

## Разпространение
Сиенитът не е често срещана скала. Областите, където се среща в значителни количества, включват:
- Русия – на Колският полуостров (Ловозерски Тундри и Хибини).[1]
- САЩ – в Арканзас, Монтана, части от Нова Англия и Южна Каролина..[2]
- Европа – в части от Швейцария, Германия, Норвегия, Португалия, Швеция и България (около Пловдив).
- Африка – в Египет (около Асуан) и Малави.
- Австралия – сиенит се среща в малки интрузивни обекти в почти всеки щат.